# 山ノ内駅 (広島県)
山ノ内駅（やまのうちえき）は、広島県庄原市山内町にある、西日本旅客鉄道（JR西日本）芸備線の駅である。

## 歴史
- 1924年（大正13年）9月20日：芸備鉄道の駅として開業[2]。
- 1933年（昭和8年）6月1日：芸備鉄道の一部国有化により[1]、国有鉄道庄原線の駅となる。
- 1936年（昭和11年）10月10日：庄原線が三神線に編入され、当駅もその所属となる。
- 1937年（昭和12年）7月1日：三神線が芸備線の一部となり、当駅もその所属となる。
- 1962年（昭和37年）3月11日：貨物取扱廃止[1]。
- 1972年（昭和47年）9月1日：荷物扱い廃止[3]。無人駅化[4]（簡易委託駅化）。
- 1987年（昭和62年）4月1日：国鉄分割民営化により、西日本旅客鉄道（JR西日本）の駅となる[1]。
- 2008年（平成20年）4月1日：簡易委託による乗車券発売を終了。

## 駅構造
島式ホームの片側が使われていない1面1線のホームを持つ地上駅。以前は島式1面2線のホームだったが、駅舎側の線路（旧上り線）が剥され、現在の停留所構造となっている。便所は、男女共用の汲み取り式である。三次鉄道部管理の無人駅で、ホームから離れた位置にある駅舎は待合所程度のものにすぎない。

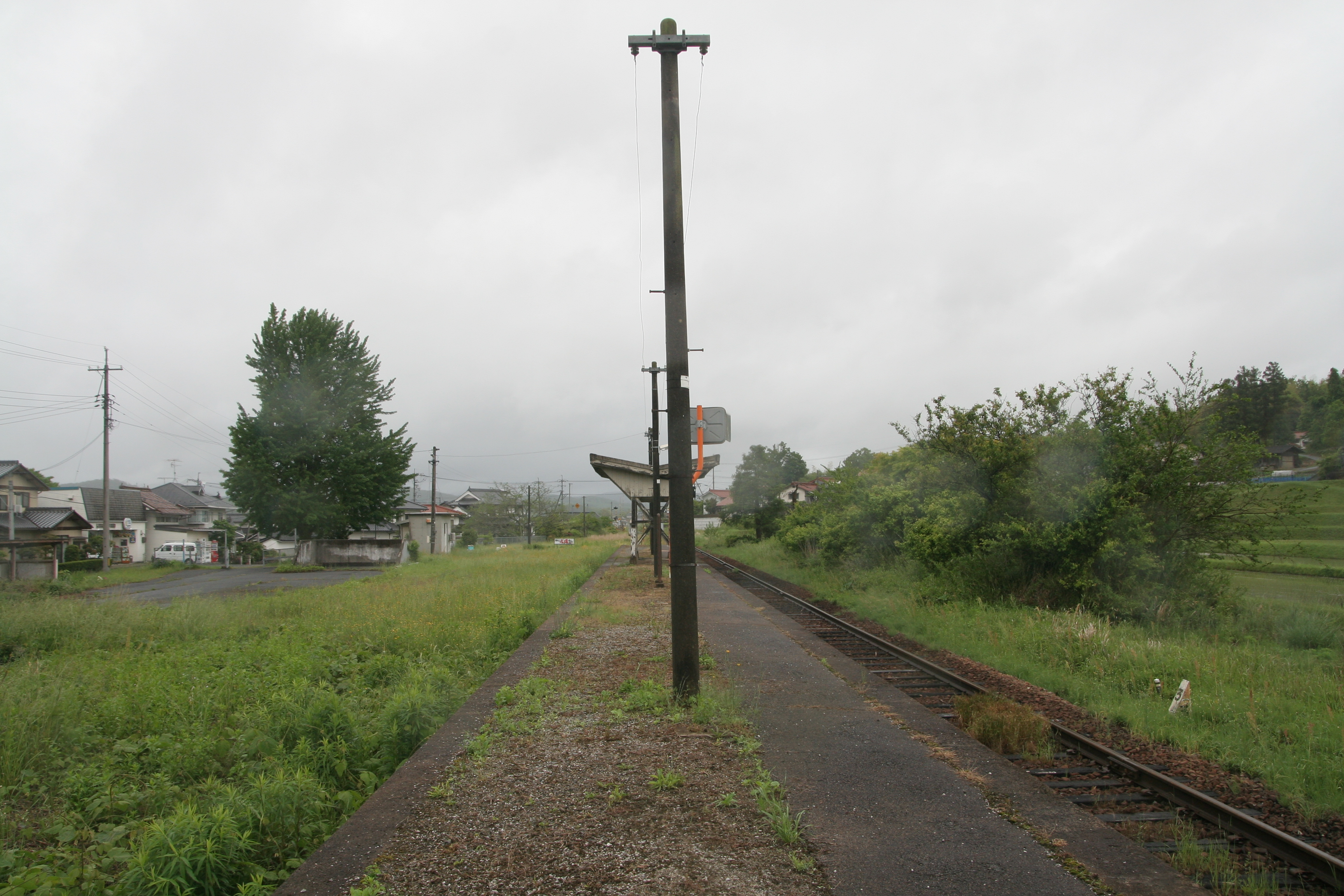
ホーム（2010年5月）

## 利用状況
1日平均の乗車人員は以下の通り。
| 年度               | 1日平均 乗車人員 | 出典        |
| ------------------ | ---------------- | ----------- |
| 1981年（昭和56年） | 15               |             |
| 1990年（平成2年）  | 26               |             |
|                    |                  |             |
| 2002年（平成14年） | 9                | [ 5 ]       |
| 2003年（平成15年） |                  |             |
| 2004年（平成16年） |                  |             |
| 2005年（平成17年） |                  |             |
| 2006年（平成18年） |                  |             |
| 2007年（平成19年） |                  |             |
| 2008年（平成20年） |                  |             |
| 2009年（平成21年） |                  |             |
| 2010年（平成22年） |                  |             |
| 2011年（平成23年） | 8                | [ 6 ]       |
| 2012年（平成24年） | 5                | [ 6 ]       |
| 2013年（平成25年） | 2                | [ 6 ]       |
| 2014年（平成26年） | 1                | [ 7 ] [ 6 ] |
| 2015年（平成27年） | 3                | [ 6 ]       |
| 2016年（平成28年） | 1                | [ 6 ]       |
| 2017年（平成29年） | 1                | [ 6 ]       |
| 2018年（平成30年） | 1                |             |
| 2019年（令和元年） | 1                |             |
| 2020年（令和2年）  | 2                |             |

## 駅周辺
- 庄原市立山ノ内小学校
- 山内郵便局
- 七塚原サービスエリア - 中国自動車道
- 甲山城 - 備後守護代山内氏歴代の居城
  - 円通寺
- 船佐・山内逆断層帯
- 国道183号
- 広島県道230号山内停車場線
- 県立広島大学庄原キャンパス（徒歩約30分）

## 隣の駅
西日本旅客鉄道（JR西日本）
 芸備線
七塚駅 - 山ノ内駅 - 下和知駅